# Наор, Мирьям
Мирья́м Нао́р (ивр. מרים נאור‎; 26 октября 1947, Иерусалим, Палестина, ныне Израиль — 24 января 2022, Иерусалим, Израиль) — председательница (президент) Верховного суда Израиля с 15 января 2015 года по 26 октября 2017 года; до этого — судья Верховного суда Израиля с 2003 года (временное назначение с 2001 года).
Председательница Центральной избирательной комиссии Израиля с декабря 2011 года по июнь 2012 года.

## Биография

### Семья и ранние годы
Мирьям (Мира) Наор (урождённая Лернер) родилась в Иерусалиме 26 октября 1947 года.
Отец Наор, Нафтали Лернер (1905—1968), уроженец Одессы, репатриировался в Палестину в 1922 году, окончил факультет строительной инженерии хайфского Техниона и работал инженером. Мать Наор, Батья Лернер (урождённая Карклински) (1910—2004), уроженка Литвы, приехала в Палестину в 1930 году, окончила школу медсестёр «Хадасса» в Иерусалиме и работала медсестрой, с 1943 года работала в отделе регистратуры больницы «Хадасса» Эйн-Керем, который затем возглавила. В период британского мандата в Палестине родители Наор состояли в подпольных еврейских организациях: отец — в организации «Хагана», а мать — в организации «Эцель». Родители Наор поженились в 1944 году; старший брат Мирьям Наор, Менахем, родился в 1945 году.
Когда Наор было всего четыре месяца, возле дома её семьи на улице Бен-Йехуда в Иерусалиме был совершён теракт, унесший жизни десятков людей, и лежавшую в колыбели Наор целиком покрыло осколками обрушившейся от взрывной волны стеклянной стены, однако сама Наор чудом не пострадала.
В 1965 году Наор окончила учёбу в Еврейской гимназии в Иерусалиме. С 1965 по 1967 год служила в Армии обороны Израиля в качестве учительницы (ивр. מורה חיילת‎) в рамках проекта ликвидации неграмотности (ивр. המבצע לביעור הבערות‎). В 1971 году с отличием окончила учёбу на факультете юриспруденции Еврейского университета в Иерусалиме.
Ещё в школьные годы Наор высказывала поддержку идеологии объединения Израиля с территориями исторической Палестины, оставшимися по результатам Войны за независимость Израиля вне израильского контроля, и в студенческие годы она стала активисткой студенческой ячейки «Движения за неделимый Израиль», выступая в поддержку еврейской поселенческой деятельности на территориях, перешедших под контроль Израиля в результате Шестидневной войны 1967 года, и даже приняв участие в акции раввина Моше Левингера, забаррикадировавшегося со своими сторонниками в ходе песаха 1968 года в арабской гостинице в городе Хеврон с требованием возродить в городе еврейское поселение. Однако через некоторое время Наор отстранилась от данной деятельности ввиду убеждения, что вопреки некоторым практикам поселенческого движения поселенческая деятельность должна вестись в соответствии с правительственными директивами и с соблюдением законности.
По окончании учёбы проходила стажировку у судьи Верховного суда Моше Ландау, а затем у прокурора Департамента Высшего суда справедливости в Государственной прокуратуре Мишаэля Хешина. В 1972 году получила лицензию на право занятия адвокатской деятельностью.
С 1972 по 1979 год работала прокурором в Государственной прокуратуре, в том числе, в офисе Мишаэля Хешина, в тот период заместителя Государственного прокурора.
С 1972 по 2001 год Наор также преподавала различные дисциплины на факультете юриспруденции Еврейского университета в Иерусалиме, в том числе уголовно-процессуальное право в качестве ассистента профессора Элияху Харнона.
В 1975 году вышла замуж за Арье Наора (ивр. אריה נאור‎) (род. 1940), сына одной из основателей политического движения «Херут» Эстер Разиэль-Наор, в дальнейшем ставшего Секретарём правительства Менахема Бегина (с 1977 по 1982) и профессором политологии. В 1976 году у пары родились сыновья-близнецы: Нафтали (в дальнейшем заместитель главы охраны Еврейского университета и политический активист в партии «Ликуд») и Михаэль (в дальнейшем адвокат).

### Период судебной практики
В январе 1980 года Мирьям Наор была назначена судьёй Иерусалимского мирового суда, став на тот момент самой молодой судьёй в Израиле. В первый же день на посту заявила самоотвод по делу о несанкционированной демонстрации у дома премьер-министра Менахема Бегина ввиду возможности, что её муж, на тот момент Секретарь правительства Бегина, будет проходить свидетелем по делу.
В апреле 1988 года была временно назначена судьёй Иерусалимского окружного суда; назначение получило постоянный статус в мае 1989 года.
В должности судьи окружного суда была отмечена, помимо прочего, своим постановлением по уголовному делу о манипуляции курсом акций банков от апреля 1994 года, в котором признала крупных банкиров виновными в махинациях и приговорила их к беспрецедентным на ту пору в сфере беловоротничковой преступности тюремным срокам.
Также входила в судейский состав, в апреле 1999 года признавший министра внутренних дел Арье Дери виновным в получении взятки и приговоривший его к тюремному заключению.
В окружном суде исполняла, помимо прочего, должность Председателя коллегии по конкурентному праву (ивр. בית הדין להגבלים עסקיים‎) и Председателя коллегии по типовым договорам (ивр. בית הדין לחוזים אחידים‎), а с августа 2000 года — также заместителя Председателя Административного суда (ивр. בית משפט לעניינים מינהליים‎).
С июня 2001 года по конец марта 2002 года временно исполняла должность судьи Верховного суда Израиля. 22 мая 2003 было утверждено постоянное назначение в Верховный суд, и Наор вступила на должность 16 июня 2003 года.
С 2003 года Наор также возглавила рекомендательную комиссию по уголовному судопроизводству при Министерстве юстиции Израиля. Исполняла также должность председателя Комиссии по судейской этике.
20 апреля 2012 года Комиссия по назначению судей утвердила кандидатуру Наор на пост заместителя Председателя Верховного суда накануне выхода заместителя Элиэзера Ривлина в отставку в мае 2012 года. Накануне назначения на пост Наор обратилась в Академию языка иврит с просьбой порекомендовать форму женского рода для титула «заместитель», до тех пор имевшего в иврите только форму мужского рода (ивр. מִשְׁנֶה‎ мишнэ́); обращение Наор вызвало дискуссию, приведшую не только к введению в обращение такой формы (ивр. מִשְׁנָה‎ мишна́), но и к введению иных стандартных форм для образования феминитивов в иврите.. Наор вступила в должность 28 мая 2012 года.
В декабре 2011 года была назначена также на должность Председателя Центральной избирательной комиссии Израиля на смену ушедшей в отставку судье Аяле Прокачче, однако уволилась с этой должности в июне 2012 года, сославшись на крайнюю занятость на судейском посту и на прочих должностях.

### Вопрос назначения на пост Председателя Верховного суда
В Израиле существует традиция назначения судьи с наибольшим стажем работы в суде (а при равном стаже — старшего по возрасту) на пост председателя суда после ухода действующего председателя (принцип «сеньорити»).
При этом вследствие поправки к Закону о судах, принятой в 2007 году, от вступающего на пост председателя суда требовалось, чтобы его возраст допускал минимальную каденцию в три года до выхода в отставку, назначенного законом на срок достижения 70-летнего возраста. Вследствие данной поправки Наор оставалась единственным кандидатом стать преемницей Председательницы Верховного суда Дорит Бейниш в феврале 2012 года, так как равный ей по стажу, но старший по возрасту, судья Ашер Грунис не мог представить свою кандидатуру на пост Председателя суда, так как сам он достигнет 70-летнего возраста и уйдёт в отставку в январе 2015 года, за месяц до завершения трёхлетней каденции.

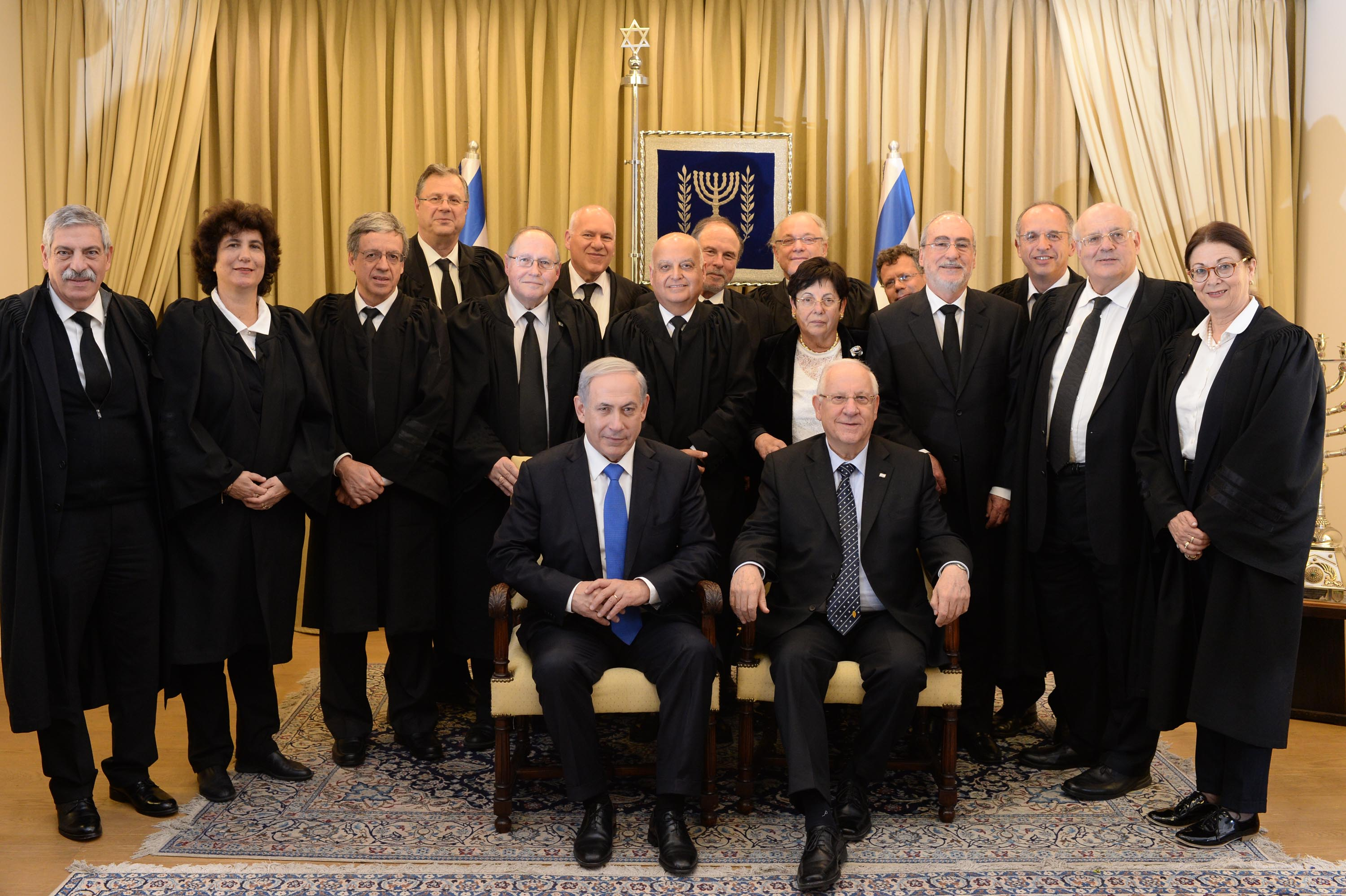
На церемонии принесении присяги Мирьям Наор (шестая справа в верхнем ряду) в качестве Председателя Верховного суда, 15.1.2015

Попытки представителей правого политического лагеря Израиля отменить трёхлетнее ограничение и позволить назначение Груниса, считавшегося обладателем консервативных взглядов, на должность Председателя суда вызвали широкий общественный резонанс в Израиле, как часть острой дискуссии, ведущейся в израильском обществе по поводу конституционной роли Верховного суда и взаимоотношения судебной и законодательной ветвей власти. Противники законопроекта, в их числе председательница парламентской оппозиции Ципи Ливни, окрестили его «Законом о Грунисе», подчёркивая неуместность персонального законодательства, основанного на политических соображениях, и назвали законопроект антидемократической попыткой ослабить Верховный суд.
Сторонникам назначения Груниса удалось добиться утверждения соответствующего законопроекта в кнессете 2 января 2012 года. Вследствие внесённой в закон поправки, отменяющей требование трёхлетней каденции для вступающего на пост председателя суда, во время выхода в отставку Председательницы Дорит Бейниш Наор и Ашер Грунис оказались судьями с наибольшим стажем работы в Верховном суде (за исключением Элиэзера Ривлина, заранее заявившего о неготовности выдвигать свою кандидатуру на пост Председателя накануне своего выхода в отставку в мае 2012 года). По принципу «сеньорити» Грунис, как старший по возрасту, получил наибольшие шансы стать преемником Бейниш на посту Председателя Верховного суда.
3 января 2012 года противники поправки к закону подали иск в Верховный суд с требованием признать поправку, являющуюся по их мнению грубым вмешательством в процесс назначения судей, недействительной. Петиция была отклонена 16 января 2012 года.
Как и ожидалось, 10 февраля 2012 года Комиссия по назначению судей приняла решение о назначении Груниса преемником Бейниш на посту Председателя суда по истечении полномочий Бейниш в конце месяца.

### Председательница Верховного суда
Отмена требования трёхлетней каденции на посту Председателя Верховного суда позволила и Наор занять пост Председательницы по уходу Груниса в отставку. 15 января 2015 Мирьям Наор вступила на пост Председательницы Верховного суда и исполняла эту должность до 26 октября 2017 года.
В период деятельности Наор на посту Председательницы Верховного суда продолжались трения между Верховным судом и представителями политического эшелона Израиля, желающими урезать полномочия Верховного суда по вмешательству в действия власти и отмене несоответствующего конституционным принципам законодательства. Такие трения наметились поначалу и в отношениях между Наор и министром юстиции Аелет Шакед, выступавшей с критикой «активистского» подхода Верховного суда, однако со временем Наор и Шакед выстроили уважительные рабочие отношения, и Наор удалось предотвратить некоторые реформы запланированные Шакед и по мнению Наор угрожающих независимости судебной системы, как, например, реформа по отмене принципа «сеньорити».
Выстраивание положительных рабочих отношений с Шакед, являющейся председателем комиссии по назначению судей, позволила Наор и продолжить осуществление стратегического плана по увеличению судебной системы: в её период на посту было назначено более 200 новых судей в различных судебных инстанциях Израиля. По инициативе Наор в начале 2017 года также был учреждён и начал работу Центр профессиональной подготовки и повышения квалификации судей вместо учреждённого в 1984 году Института повышения квалификации судей.
Возле дома Наор неоднократно проводились демонстрации, в том числе демонстрации протеста против отмены Верховным судом положений законодательства кнессета о продлении срока содержания нелегальных иммигрантов под стражей.
Наор назначила также комиссию под руководством судьи Ханана Мельцера для проверки возможности публичной трансляции заседаний Верховного суда, и по результатам работы комиссии начали проводиться пробные трансляции некоторых заседаний суда.

### По завершении судейской карьеры
С 2018 года Наор входила в состав совета директоров Института политики еврейского народа (ивр. המכון למדיניות העם היהודי‎), а также являлась председателем Верховного сионистского суда Всемирной сионистской организации.
В июне 2021 года Наор возглавила государственную следственную комиссию, назначенную для расследования обстоятельств унесшей жизни 45 человек давки на горе Мерон в апреле 2021 года. Вплоть до последнего дня своей жизни участвовала в деятельности комиссии, которую после её ухода возглавила отставная судья Двора Берлинер.
Наор скончалась от остановки сердца 24 января 2022 года в своём доме в Иерусалиме в возрасте 74 лет. Погребена на следующий день на кладбище «Санхедрия» в Иерусалиме.

## Характеристика судебной практики

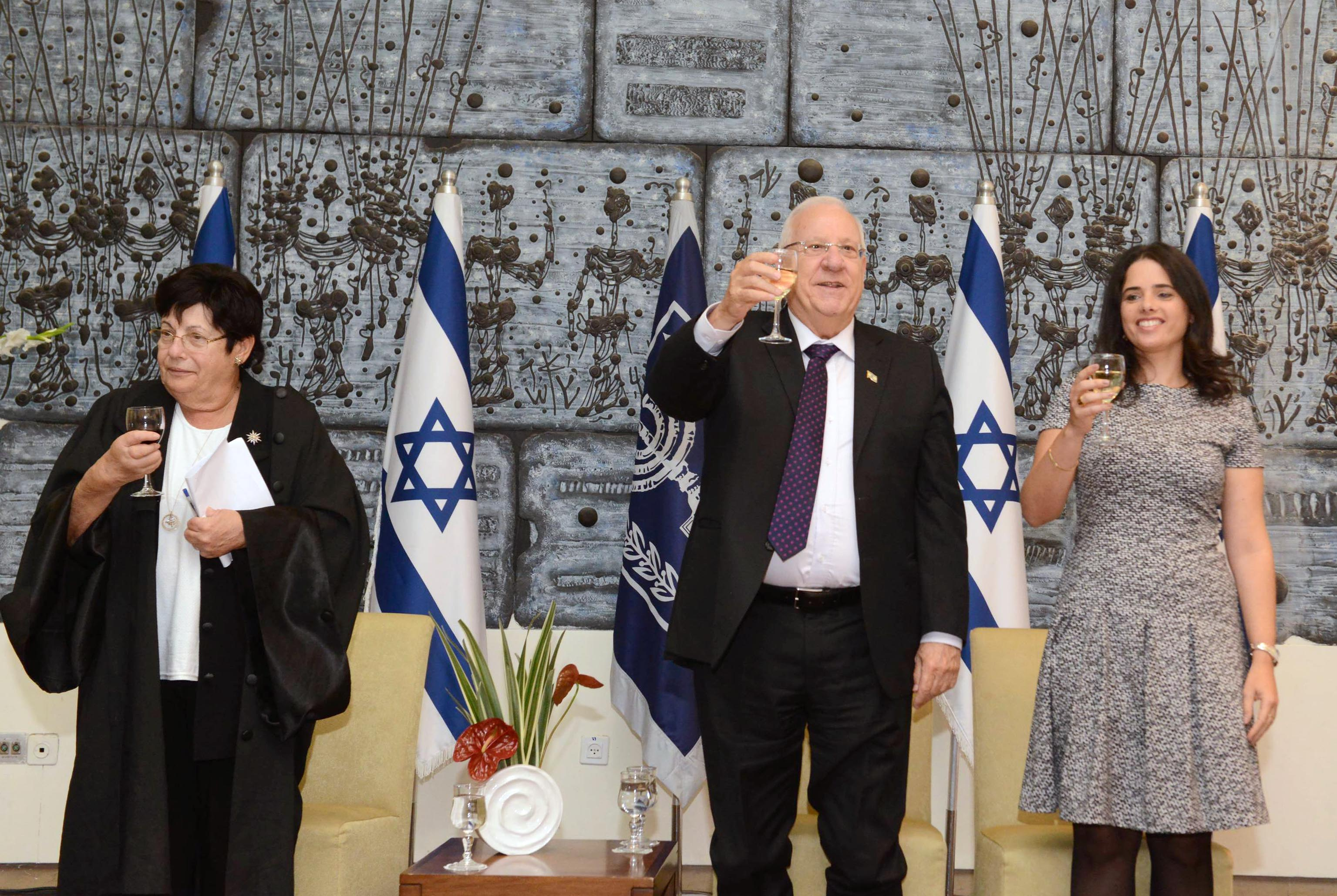
Мирьям Наор (слева) с Президентом Реувеном Ривлином и министром юстиции Аелет Шакед, 2015

Наор особенно выделилась своими постановлениями в области уголовного права, заслужив репутацию строгой, но крайне основательной в рассмотрении материалов, судьи. При этом Наор в своих постановлениях не раз принимала и позицию в защиту подсудимых, когда по её мнению к этому обязывала доказательная база.
Были отмечены и усилия Наор в борьбе с коррупцией во власти.
Наор также стояла во главе состава суда, отклонившего апелляцию бывшего Президента Израиля Моше Кацава против постановления окружного суда, признавшего его виновным в совершении двух изнасилований и ряда дополнительных половых преступлений.
В целом, Наор проявила себя как последователь консервативного подхода к праву: не в значении противостояния либеральному мировоззрению, а скорее в восприятии классической роли права как инструмента разрешения конфликтов и толкования законодательства, избегая за отсутствием необходимости обращения к практике судебного правотворчества и конфронтации с исполнительной и законодательной ветвями власти.
При этом за внешне формалистической риторикой постановлений Наор подчас скрывались неоднозначные утверждения в защиту прав и свобод граждан, в первую очередь в области предотвращения дискриминации и продвижения гражданского равенства. Некоторые постановления Наор приводили и к попыткам её классификации как обладательницы «активистского» правоприменительного подхода: таким было, например, постановление, в котором Наор отменила определение раввинского суда, отказавшего супруге в бракоразводном процессе в равном разделе имущества ввиду её супружеской измены; в этом случае Наор постановила, что и раввинским судам необходимо следовать принципам светского семейного права о равноправии супругов при разделе имущества вопреки применимым принципам религиозного права.

## Награды и признание
В 2018 году Наор была удостоена звания «Рыцарь качественной власти» (ивр. אביר איכות השלטון‎), присваиваемого израильской некоммерческой организацией «Движение за качественную власть в Израиле», а также звания почётного члена Академического центра имени Руппина.
В июне 2019 года Наор было присвоено звание почётного доктора Еврейского университета в Иерусалиме.
В январе 2022 года Наор было присвоено звание Почётного гражданина города Иерусалима.
В 2023 году была издана «Книга Мирьям Наор», собравшая в себя речи, посвящённые Наор, пожизненное интервью с Наор и академические статьи с анализом правовых доктрин и практик, на формирование которых повлияла Наор.
В 2024 году именем Наор была названа улица в городе Ор-Акива.

## Публикации
- מירה לרנר נאור השפעת גורם מתערב זר על קיום הקשר הסיבתי בפלילים משפטים ב (התש"ל-התשל"א) 113 (Мира Лернер Наор, «Влияние „привходящей причины“ на установление причинно-следственной связи в уголовном праве», «Мишпатим» № 2 (1970), 113) (Архивная копия от 24 января 2023 на Wayback Machine) (иврит)
- מירה לרנר נאור צו מניעה נגד המדינה בבתי הדין לעבודה משפטים ג (התשל"א-התשל"ב) 332 (Мира Лернер Наор, «Запрещающее судебное предписание против государства в судах по трудовым вопросам», «Мишпатим» № 3 (1971), 332) (Архивная копия от 24 января 2023 на Wayback Machine) (иврит)
- מרים נאור ארבעים שנה לסדר־הדין ודיני הראיות במשפטים פליליים (תגובה להרצאתו של פרופסור הרנון) משפטים י"ט (התש"ן) 725 (Мирьям Наор, «40 лет правилам уголовного процессуального и доказательного права (реакция на лекцию профессора Харнона)», «Мишпатим» № 19 (1990), 725) (Архивная копия от 24 января 2022 на Wayback Machine) (иврит)
- מרים נאור הפרקליט בשירות המדינה משפטים כ"ד (התשנ"ה) 417 (Мирьям Наор, «Прокурор на службе государства», «Мишпатим» № 24 (1995), 417) (Архивная копия от 24 января 2022 на Wayback Machine) (иврит)
- מרים נאור הנשיא משה לנדוי — לדרכו כשופט ופסיקתו, ספר לנדוי (בעריכת אהרן ברק, אלינער מזוז), הוצאת בורסי (1995), כרך ב', 517 (Мирьям Наор, «Председатель Моше Ландау — о его судейском пути и постановлениях», в «Книге Ландау» (ред. Аарона Барака, Элинаар Мазуз), издательства «Бурси» (1995), т. 2, с. 517) (иврит)
- מרים נאור 1972 — התמחות במשרד המשפטים בסימן בחירת הרבנים הראשיים משרד המשפטים, מיזם שורשים במשפט, 20.3.19 (Мирьям Наор, «1972 год — стажировка в Министерстве юстиции под знаком выборов Главных раввинов», на сайте Министерства юстиции Израиля, проект «Шорашим ба-мишпат», 20.3.19) (Архивировано 8 ноября 2022 года.) (иврит)